# Rostbandad rall
Rostbandad rall (Gallirallus philippensis) är en vida spridd fågel i familjen rallar inom ordningen tran- och rallfåglar.

## Utseende och läte
Rostbandad rall är en relativt liten rall med en kroppslängd på 25–33 cm och en förhållandevis lång stjärt. Karakteristiskt är rödaktigt huvud med ett kraftigt ljust ögonbrynsstreck, vit strupe och tätt tvärbandad undersida med ett diffust orangebeige band som gett arten dess namn. Näbben är skär och benen skärgrå. Lätena är högljudda och gnissliga, men även mörkare morrande ljud kan höras, liksom dämpade upprepade stön.

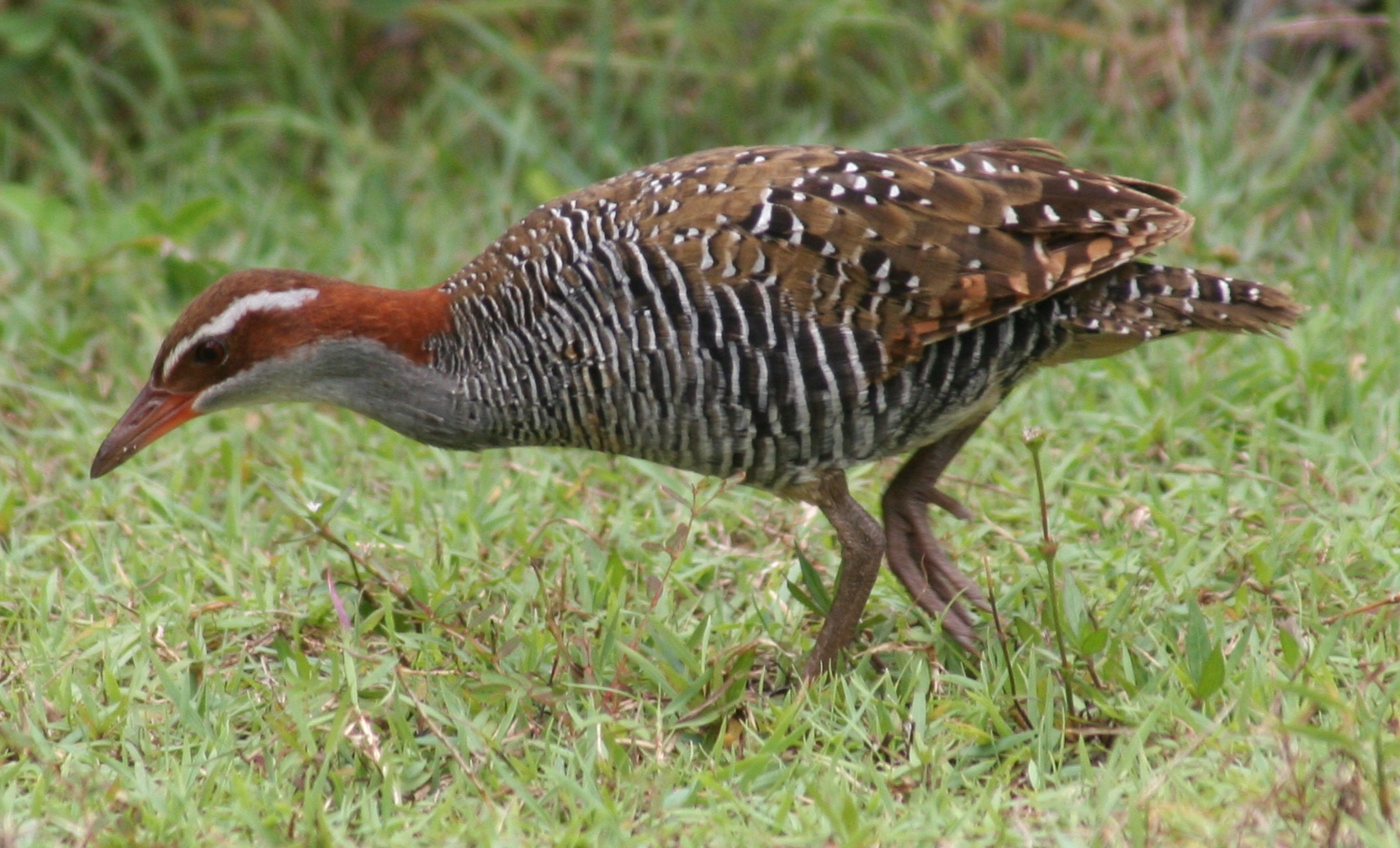

## Utbredning och systematik
Rostbandad rall har en mycket vid utbredning i sydöstra Asiens och australiska regionens övärld, från Filippinerna och Mikronesien söderut via Sulawesi och Nya Guinea till Australien och Nya Zeeland och österut ända till Samoa. Den delas in i hela 20 underarter med följande utbredning:
- Gallirallus philippensis andrewsi – förekommer på Cocosöarna i nordöstra Indiska oceanen
- Gallirallus philippensis philippensis – Filippinerna, Sulawesi, Taliabu i Sulaöarna, Buru i Moluckerna och i Små Sundaöarna (Sumba, Alor, Sawu, Roti och Timor)
- Gallirallus philippensis pelewensis – Palau (västra Karolinerna)
- Gallirallus philippensis xerophilus – Gunungapi Wetar i Bandasjön
- Gallirallus philippensis wilkinsoni – Flores (Små Sundaöarna)
- Gallirallus philippensis lacustris – norra Nya Guinea
- Gallirallus philippensis reductus – centrala högländerna och kustnära Nya Guinea samt Long Island
- Gallirallus philippensis anachoretae – Kanietöarna
- Gallirallus philippensis admiralitatis – förekommer på Amiralitetsöarna
- Gallirallus philippensis praedo – Skokiön (Amiralitetsöarna)
- Gallirallus philippensis lesouefi – Bismarckarkipelagen (Lavongai, New Ireland, Tabaröarna och Tangaöarna)
- Gallirallus philippensis meyeri – Bismarckarkipelagen (Vituöarna och Niu Briten)
- Gallirallus philippensis christophori – Salomonöarna
- Gallirallus philippensis mellori – södra Nya Guinea, Australien samt Norfolkön
- Gallirallus philippensis assimilis – Nya Zeeland
- Gallirallus philippensis tounelieri – småöar i Korallhavet (från sydöstra Nya Guinea till norra Nya Kaledonien)
- Gallirallus philippensis swindellsi – Nya Kaledonien och Loyautéöarna
- Gallirallus philippensis sethsmithi – Fiji och Vanuatu
- Gallirallus philippensis ecaudatus – Tonga
- Gallirallus philippensis goodsoni – Samoa och Niue
- Gallirallus philippensis macquariensis – förekom på Macquarieön, numera utdöd

Arten har även etablerat sig på Borneo, där den expanderar sitt utbredningsområde. Tillfälligt har den påträffats på Tasmanien och Mauritius i Indiska Oceanen.
Ett stort antal av de numera utdöda, ofta flygoförmögna rallarter som tidigare förekom på öar i Stilla havet, som wakerallen, tros härstamma från rostbandad rall.

## Levnadssätt
Rostbandad rall hittas i en lång rad våtmarkstyper som träsk, sjökanter, saliner, översvämmade områden, reningsdammar, mangroveträsk och tidvattensslätter. Den kan också ses på stränder, sandbanker och korallrev, liksom i torrare områden som på hedar, i gräs- och buskmarker, i jordbruksbygd, på golfbanor och flygfält. Arten håller sig mestadels dold i vegetationen och kan vara svår att få syn på, men kan på vissa öar uppträda mycket oskyggt.

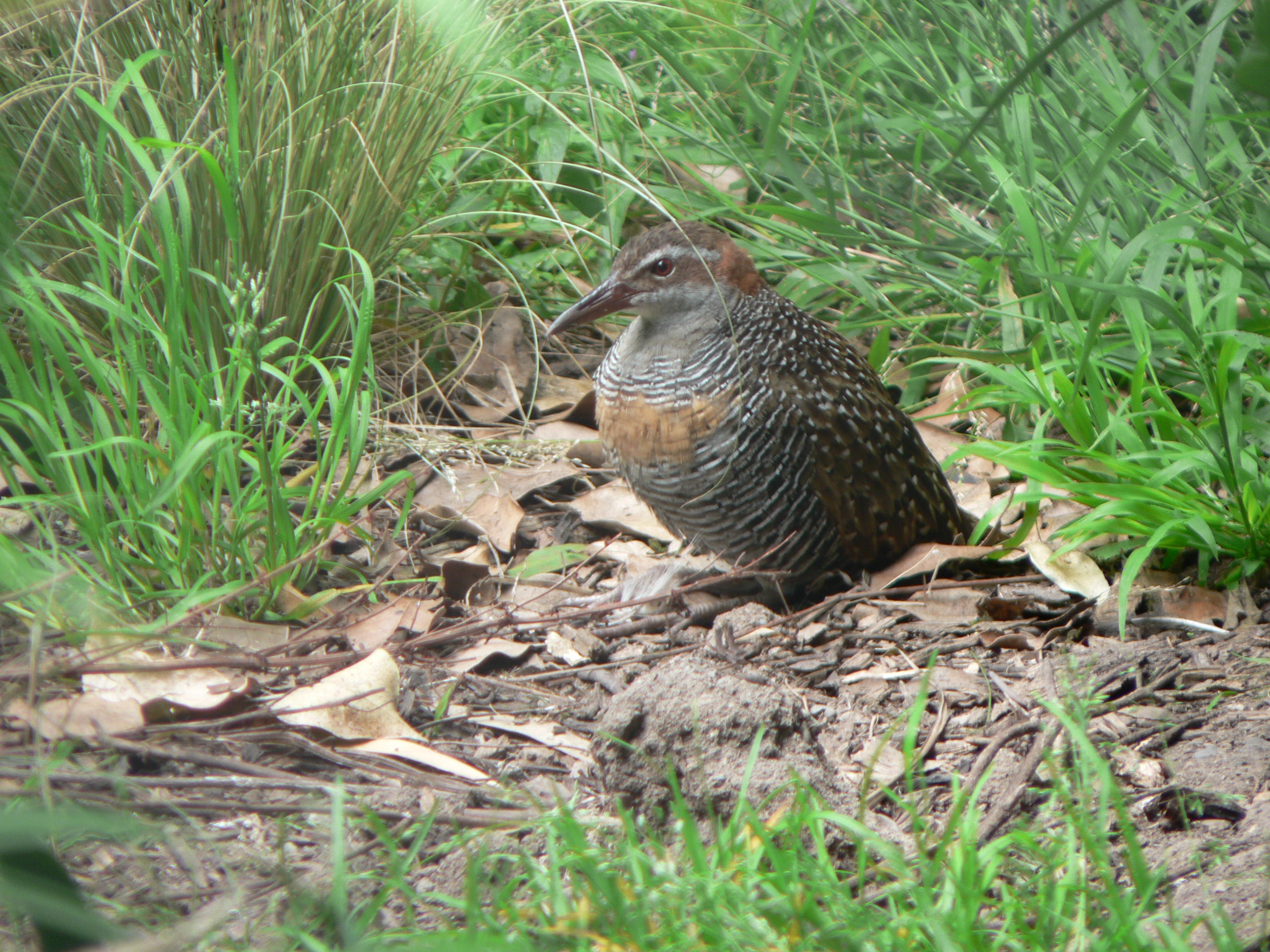

### Föda
Rostbandad rall är en allätare som äter både andra djur och växter. Födan består av maskar, mollusker, kräftdjur som krabbor, insekter, spindlar, småfisk, ägg från fåglar och sköldpaddor, fågelungar (sottärna) och till och med as från trafikskadade djur. Den tar också frukt, frön, säd och annat vegetabiliskt material. Fågeln födosöker alla tider på dygnet, men är mest aktiv i skymning och gryning.

### Häckning
Fågeln bygger ett skålformat bo av torrt gräs som placeras på eller ovan mark i högt gräs, vass eller i sädesfält. Bo har också påträffats under buskar, träd och bananblad, i hål i marken, på sand och till och med uppe i ett träd eller en buske. Däri lägger den fyra till åtta ägg som ruvas i 18–19 dagar av båda föräldrar. I Australien har den noterats lägga upp till tre kullar per år, i Samoa hela fem kullar, troligen ett svar på hög predation från katter.

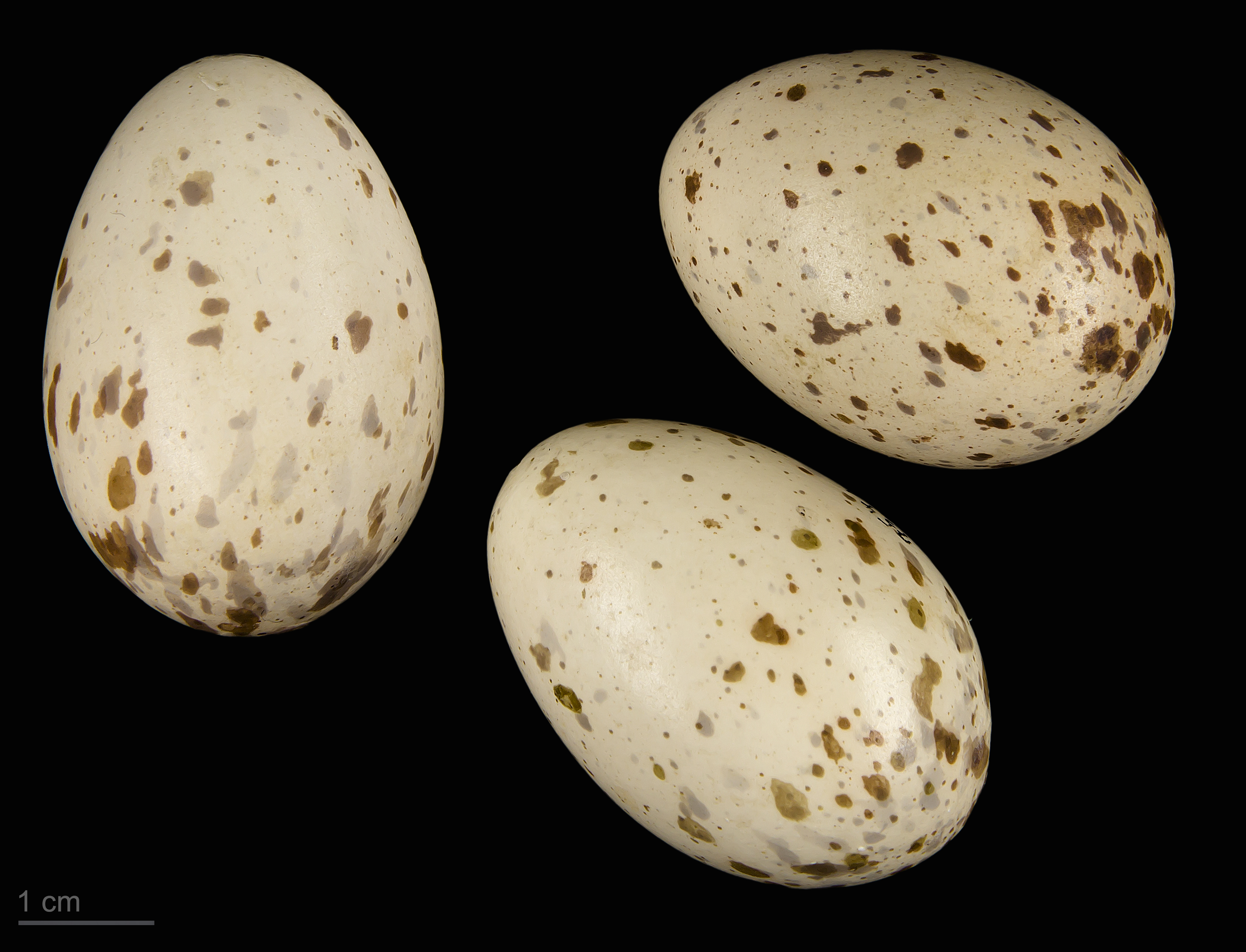
Ägg från rostbandad rall.

## Status och hot
Arten har ett stort utbredningsområde och en stor population med stabil utveckling som inte tros vara utsatt för något substantiellt hot. Utifrån dessa kriterier kategoriserar internationella naturvårdsunionen IUCN arten som livskraftig (LC).

## Namn
Fågeln har på svenska även kallats bandad rall.